# Emilio López Adán
Emilio López Adán (Vitoria, 15 de enero de 1946) es un médico y escritor español. Ha publicado numerosos trabajos sobre el nacionalismo vasco y la historia del País Vasco.

## Biografía
López Adán nació en Vitoria, Álava. Durante el franquismo, fue miembro de ETA, de 1963 a 1974, organización en la que fue conocido con el sobrenombre de Beltza ("Negro"). Durante unos meses fue miembro del Comité Ejecutivo Táctico (CET) de la organización. Desde la V Asamblea celebrada en diciembre de 1966, mantuvo una actitud independiente en el seno de la organización. Desde 1968 estuvo viviendo en Francia. En 1970 firmó el manifiesto "Euskadi eta Askatasuna".

## Obras
Entre sus obras se incluyen: El Nacionalismo Vasco (1876-1936), Mugalde, Henday (1974); El Nacionalismo Vasco y Clases Sociales (1976); El Nacionalismo Vasco en el exilio (1936-1960) (1977); Desde el Carlismo al Nacionalismo Burgués (1978); Get Gordon Lainope (1982); Seventh daughter (1984), y una colección de diez relatos ambientados en diferentes períodos.
Ha trabajado en diversas revistas, la radio y la televisión en el apoyo, la cultura, la política y la sociedad.